# Жилін Ігор Юхимович
Жилін Ігор Юхимович (рос. Жилин Игорь Ефимович; 8 квітня 1928, Харків — 2 січня 1994, Санкт-Петербург) — радянський актор театру та кіно.
У 1951 році закінчив Харківський театральний інститут.
У 1951—1956 — актор Харківського драматичного театру імені Шевченка, в 1957—1961 — Київського театру кіноактора, в 1961—1962 — Ленінградського малого драматичного театру, в 1962—1973 — Ленінградського театру драми імені Пушкіна.
З 1973 викладав в ЛДІТМ, був заступником декана драматичного факультету.

## Вибрана фільмографія
- 1957 — Гори, моя зоре
- 1958 — Сватання на Гончарівці
- 1960 — Грізні ночі
- 1967 — Тетянин день